# Sedirea japonica
Sedirea japonica är en orkidéart som först beskrevs av Heinrich Gustav Reichenbach, och fick sitt nu gällande namn av Leslie Andrew Garay och Herman Royden Sweet. Sedirea japonica ingår i släktet Sedirea och familjen orkidéer. Inga underarter finns listade i Catalogue of Life.

## Bildgalleri

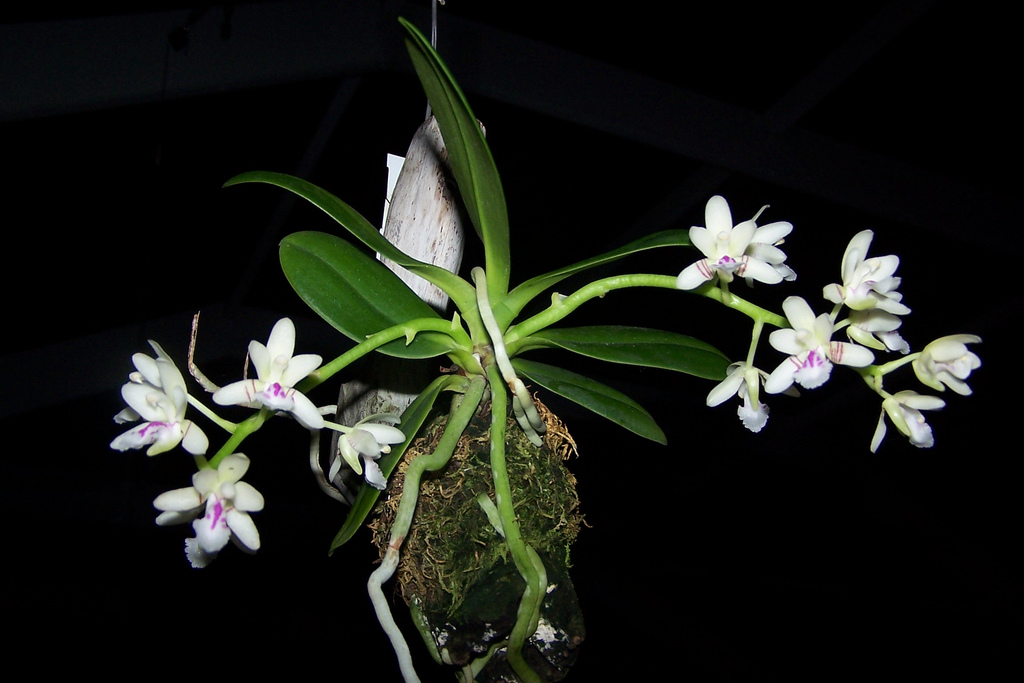
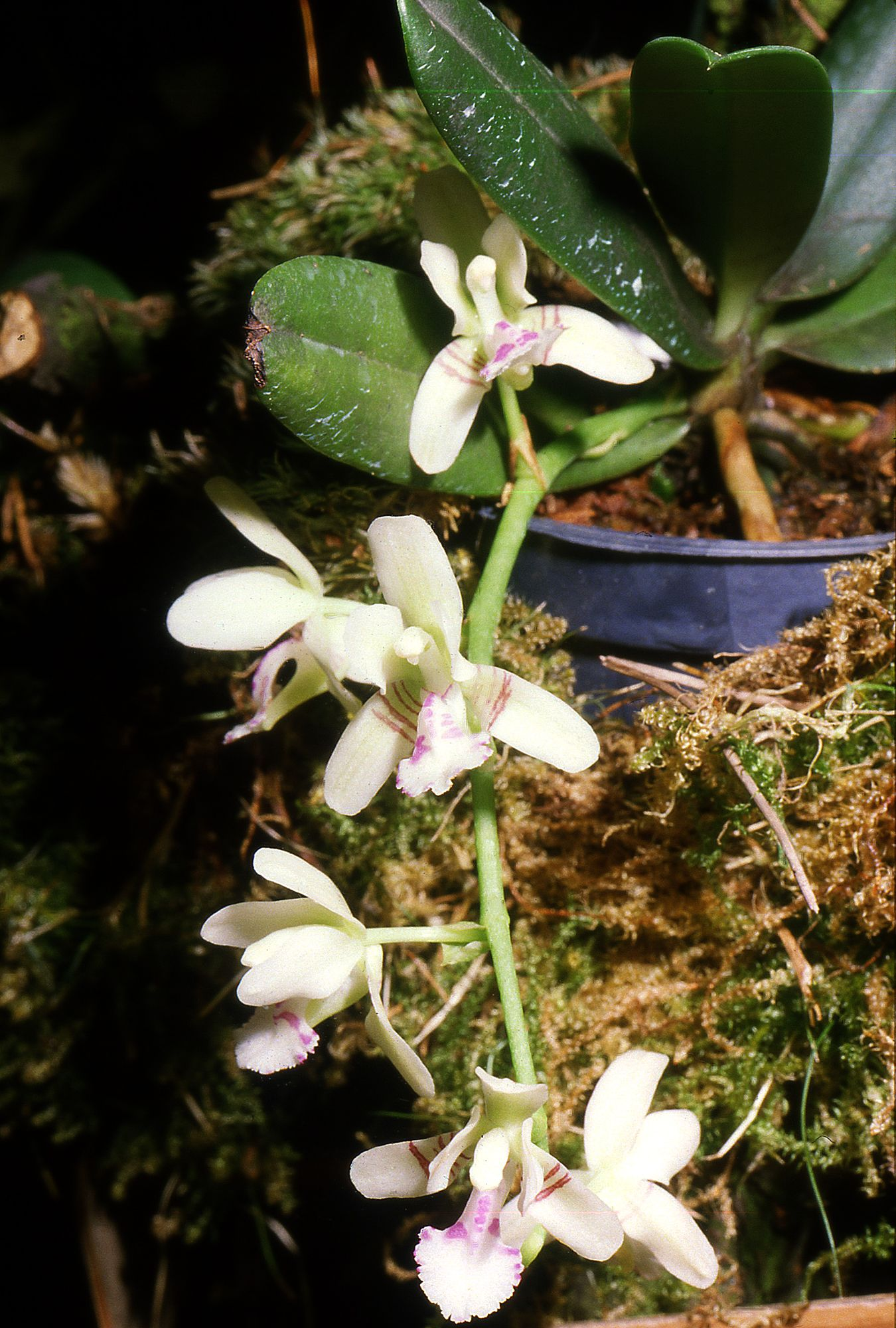
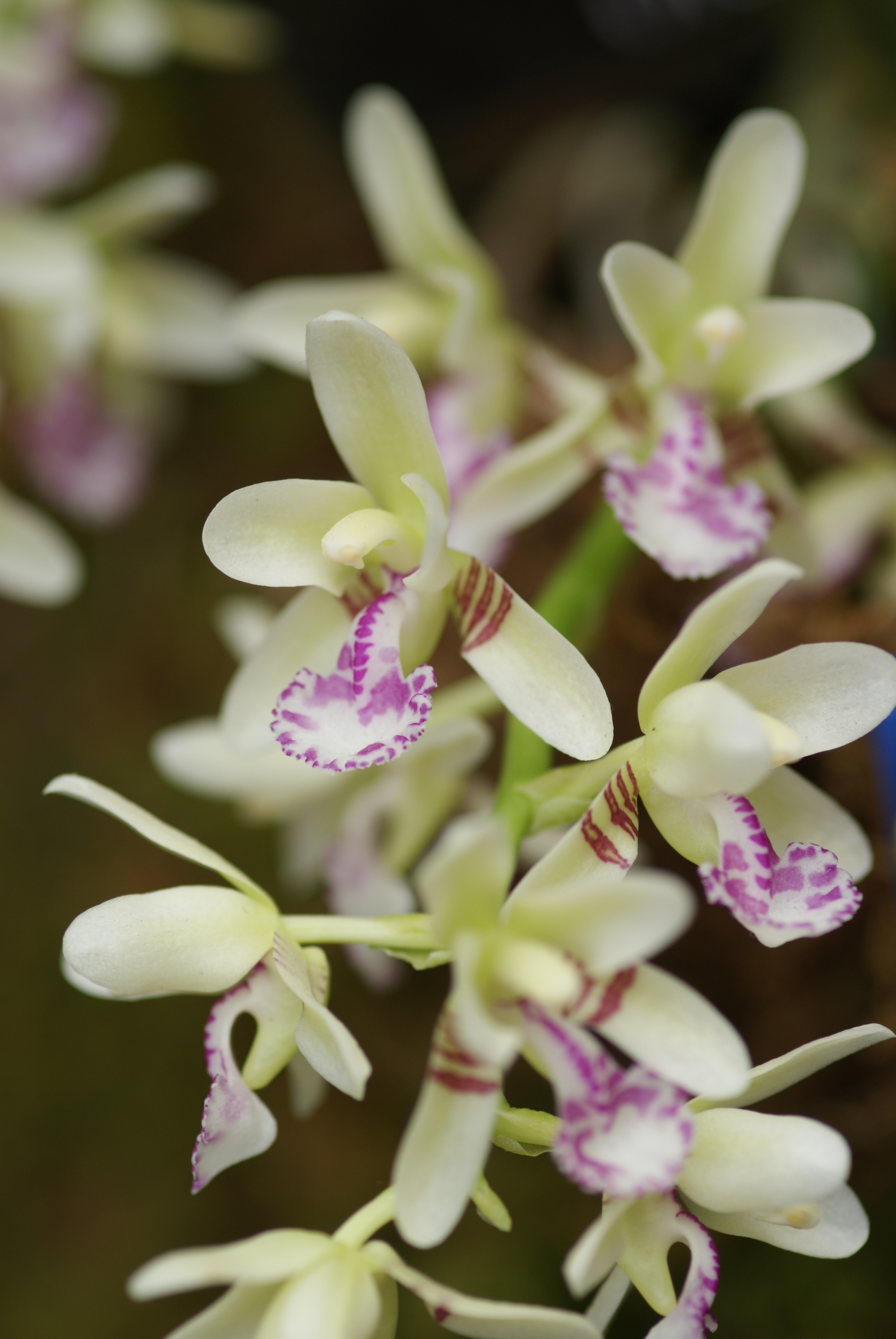
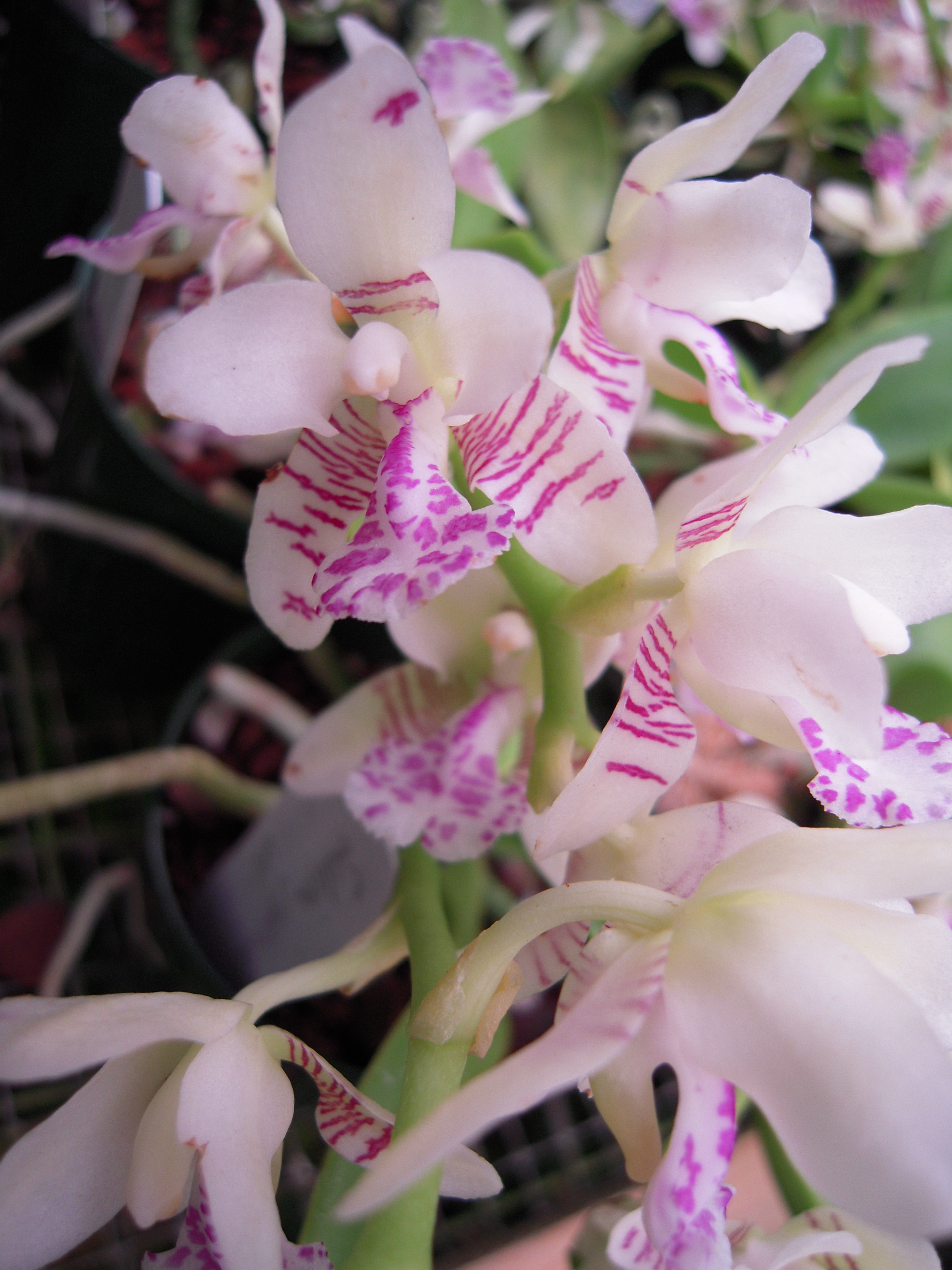
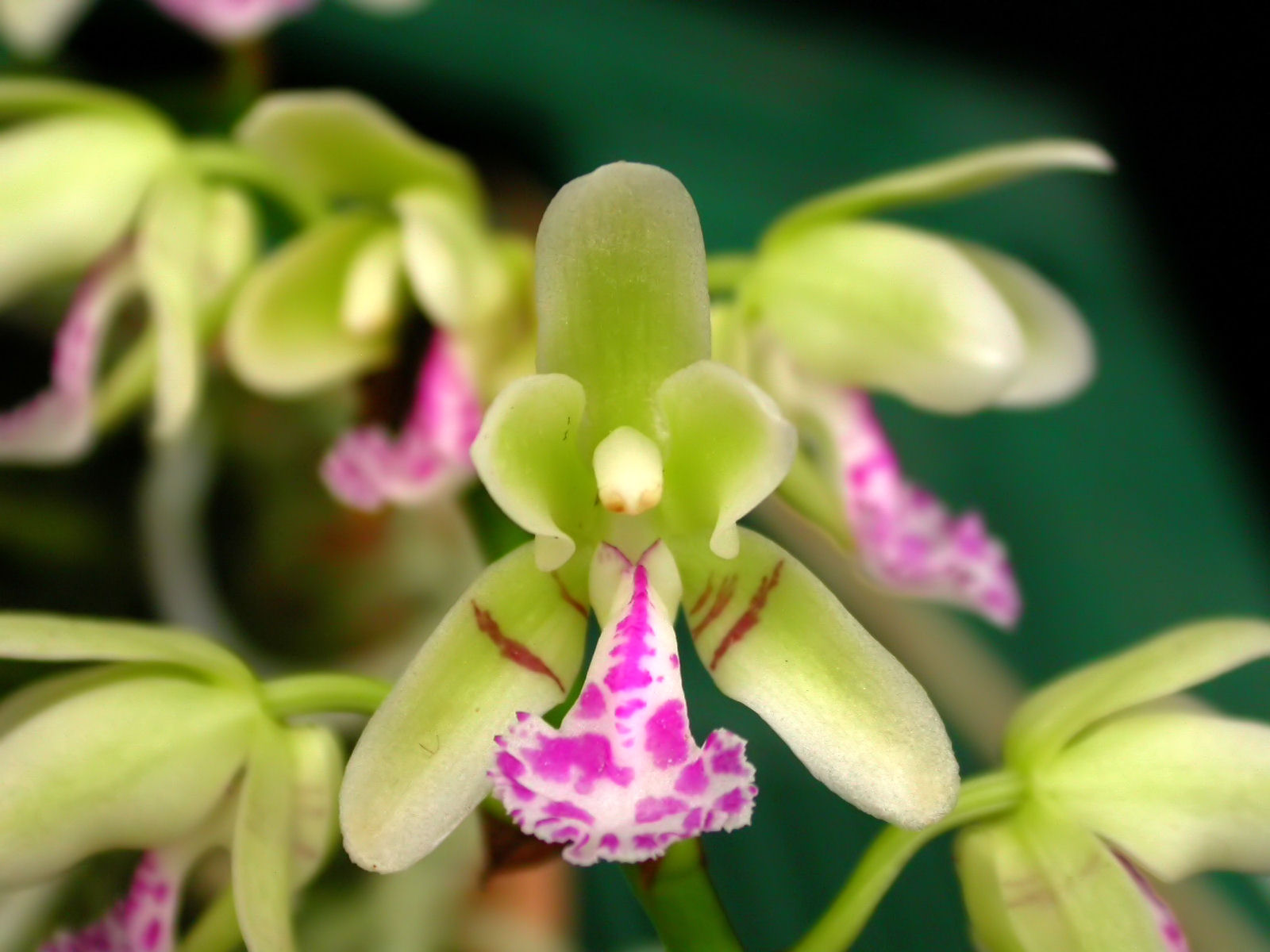